# 阿万托
阿万托，是西班牙阿拉贡自治区萨拉戈萨省的一个市镇。 总面积64平方公里，总人口97人（2018年），人口密度3人/平方公里。